# Хлібодаровка (Кугарчинський район)
Хлібода́ровка (рос. Хлебодаровка, башк. Хлебодаровка) — хутір у складі Кугарчинського району Башкортостану, Росія. Входить до складу Юмагузінської сільської ради.
Населення — 69 осіб (2010; 93 в 2002).
Національний склад:
- росіяни — 89%